# Марго (коммуна)
Марго́ (фр. Margaux) — упразднённая коммуна округа Бордо департамента Жиронда (регион Новая Аквитания, Франция). Ныне входит в состав коммуны Марго-Кантенак. 
Марго широко известно своим виноделием. Оно расположено на левом берегу эстуария реки Гаронна, в 24 км севернее Бордо и примерно в 490 км к юго-западу от Парижа.
Код INSEE коммуны — 33268.

## Население
Население коммуны на 2008 год составляло 1479 человек.
| 1962 | 1968 | 1975 | 1982 | 1990 | 1999 | 2008 |
| ---- | ---- | ---- | ---- | ---- | ---- | ---- |
| 1411 | 1466 | 1420 | 1360 | 1387 | 1338 | 1479 |

## Администрация
| Период | Период | Фамилия           | Партия | Примечания |
| ------ | ------ | ----------------- | ------ | ---------- |
| 1973   | 1995   | Бернар Жинесте    |        |            |
| 1995   | 2001   | Жан-Клод Лакоссад |        |            |
| 2001   | 2014   | Жаклин Доттен     |        |            |

## Экономика
Основу экономики составляет виноградарство.
В 2007 году среди 900 человек в трудоспособном возрасте (15-64 лет) 696 были экономически активными, 204 — неактивными (показатель активности — 77,3 %, в 1999 году было 74,2 %). Из 696 активных работали 617 человек (334 мужчины и 283 женщины), безработных было 79 (34 мужчины и 45 женщин). Среди 204 неактивных 62 человека были учениками или студентами, 74 — пенсионерами, 68 были неактивными по другим причинам.

## Достопримечательности
- Замок Розан-Сегла (1-я пол. XX века). Исторический памятник с 2011 года[3]
- Шато Марго (1802 год). Исторический памятник с 1965 года[4]
- Замок Пальмер
- Замок Жискур

## Фотогалерея

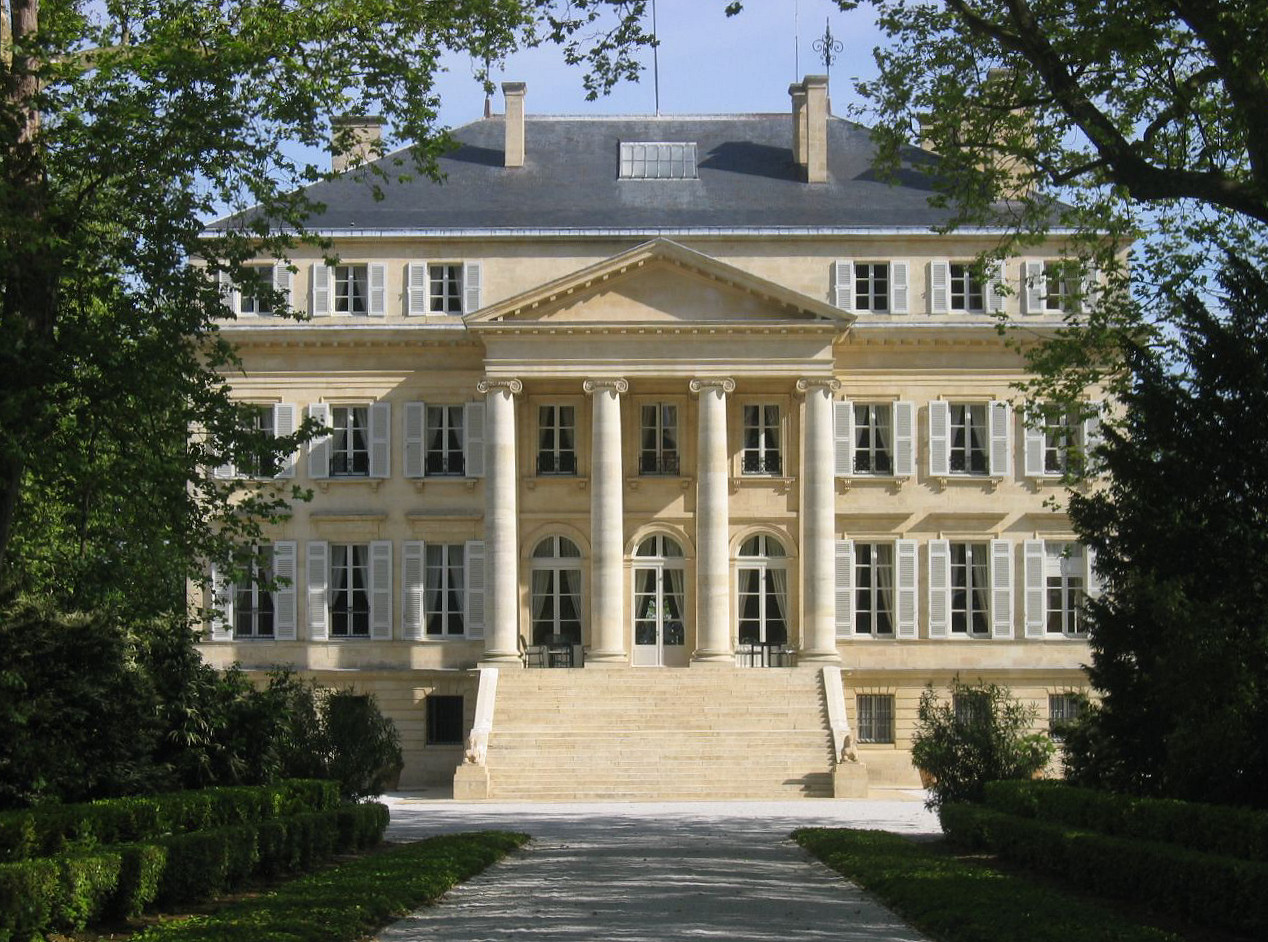
Шато Марго
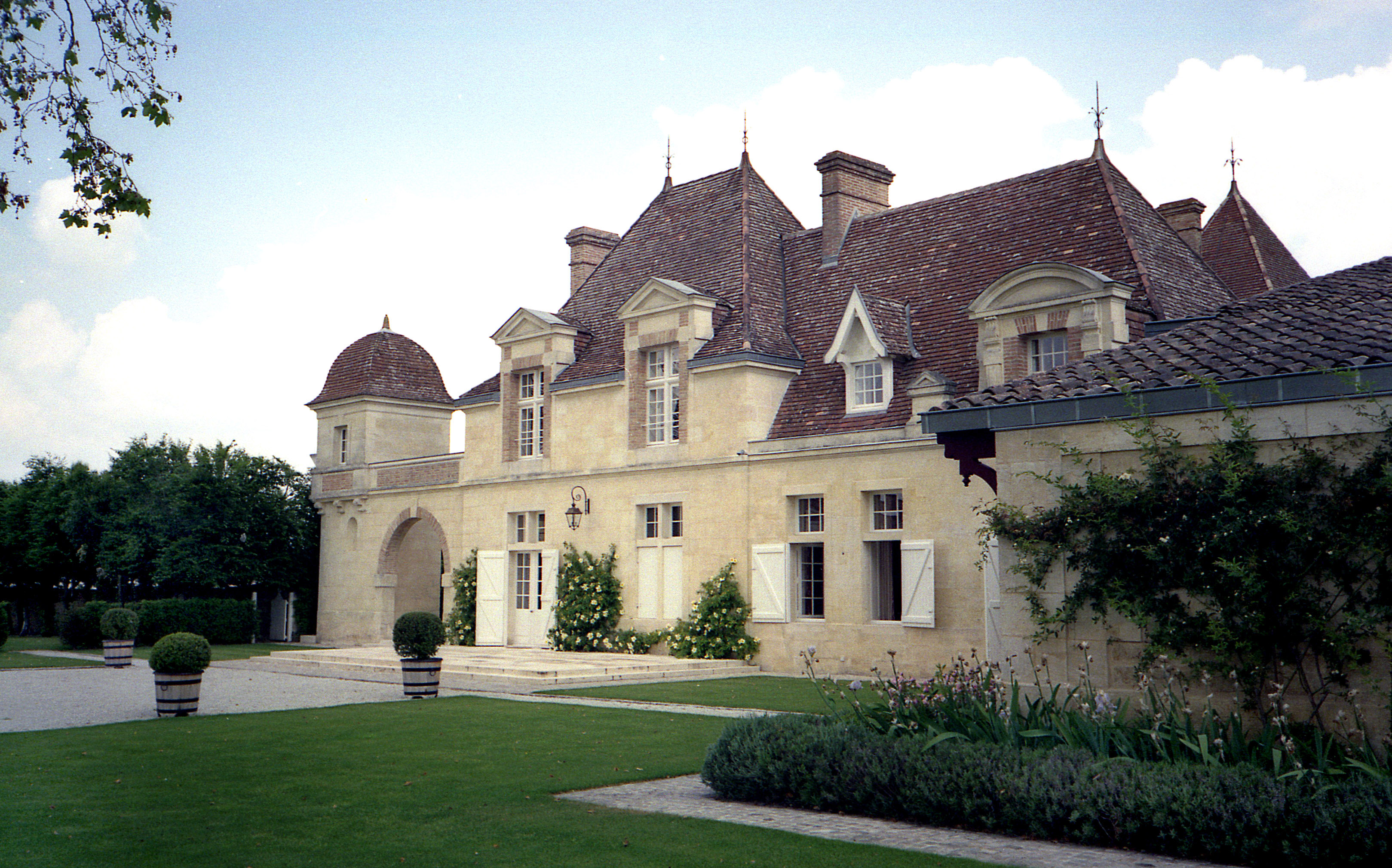
Замок Розан-Сегла
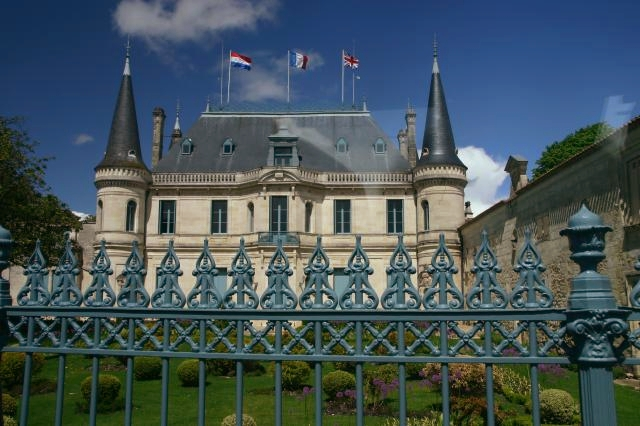
Замок Пальмер
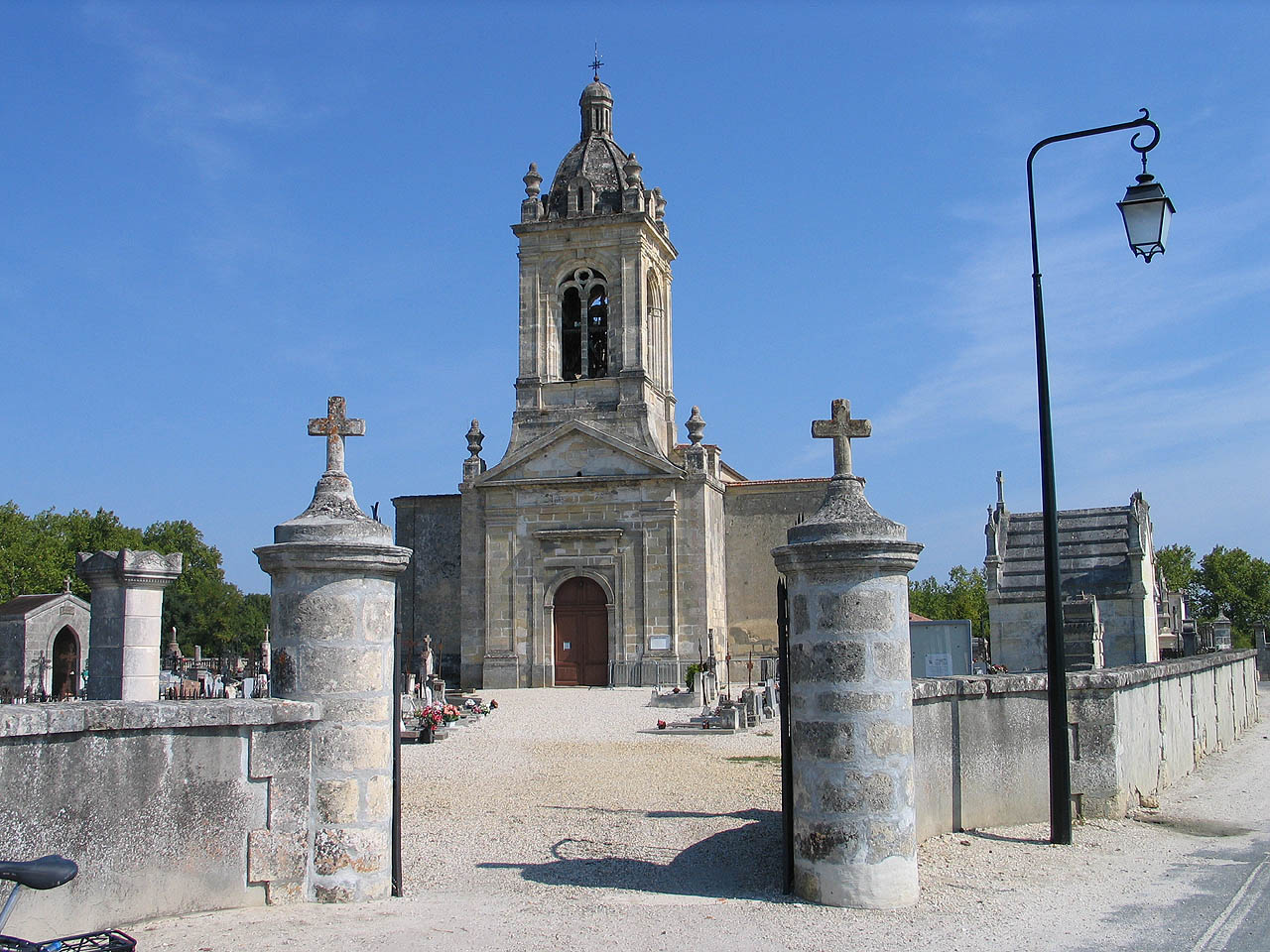
Церковь
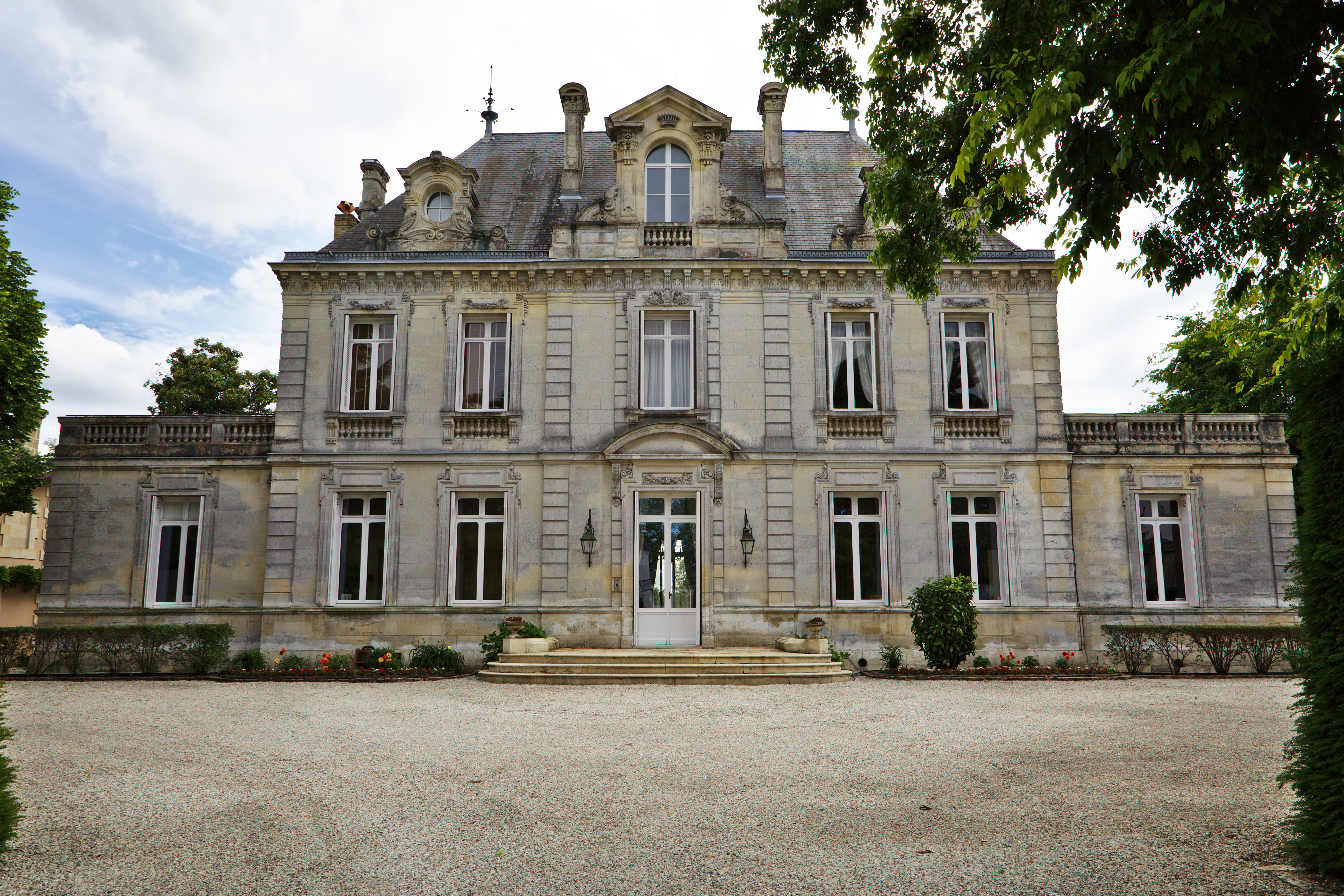
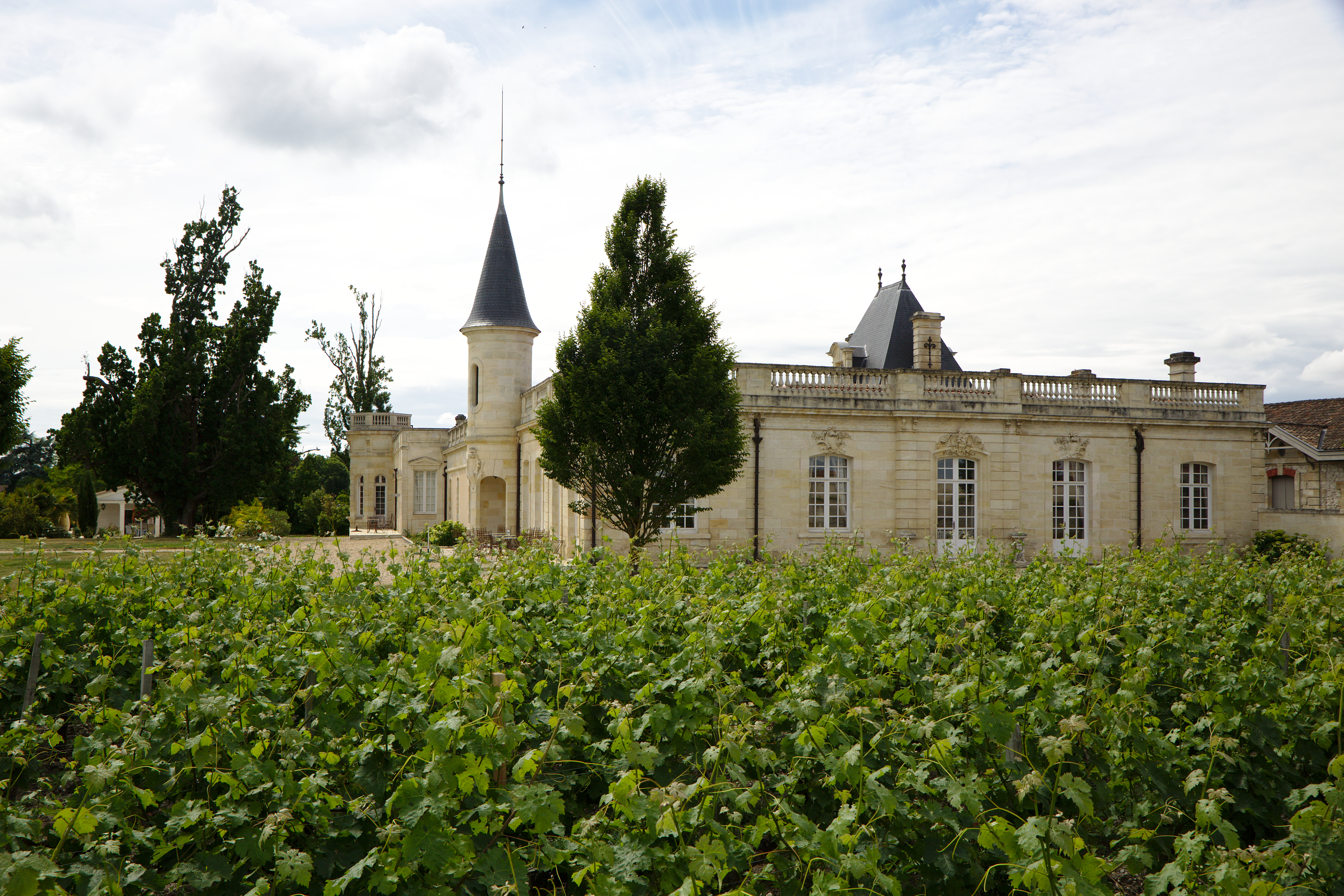
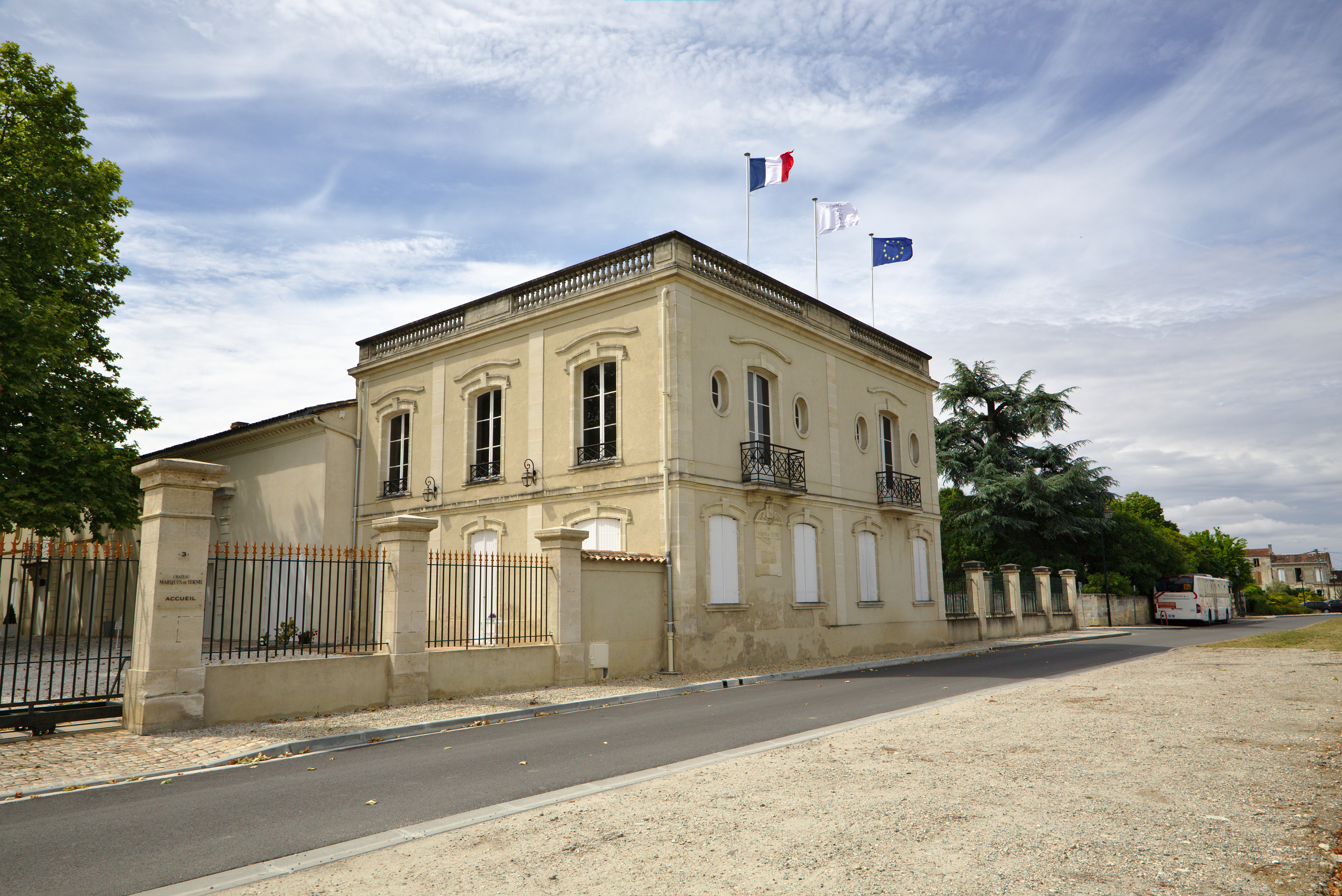
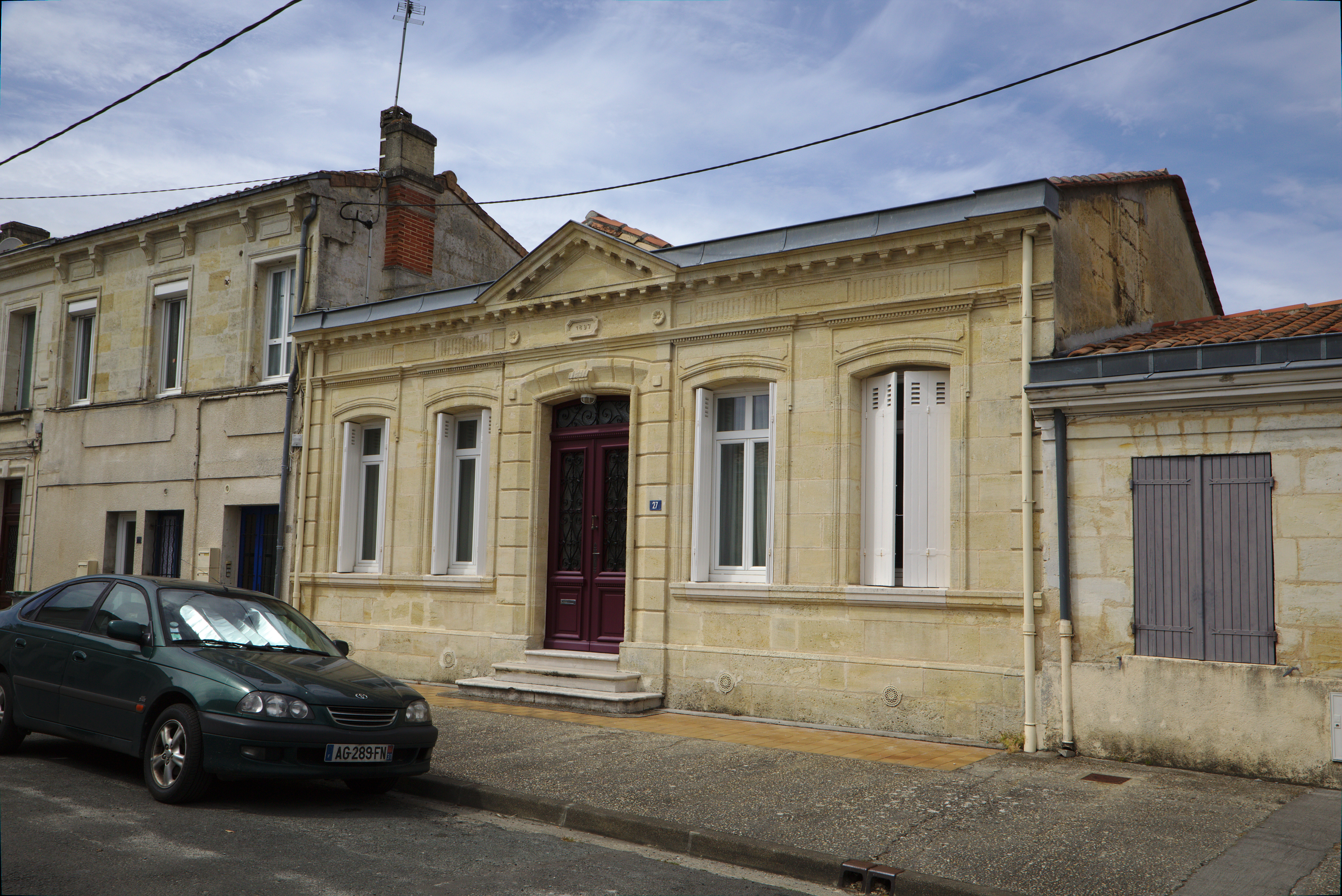